# Jörg Follert
Jörg Follert (* 1968 in Bonn) ist ein deutscher Musiker, Komponist und Musikproduzent. Er veröffentlicht unter Pseudonymen wie Mimsy, Fogroom, 17 Pictures, Motel, Saucer, Wechsel Garland und Wunder.

## Leben
Der 1968 in Bonn geborene Follert lernte Ende der 1980er Jahre den Musiker Jo Zimmermann (Schlammpeitziger) kennen. Gemeinsam mit Zimmermann und zwei weiteren Musikern gründete er die Band Hal’s Dream, die sich jedoch nach wenigen Auftritten wieder auflöste.
Danach entschied sich Follert für eine Ausbildung als Designer und arbeitete von 1994 bis 2003 für den Musiksender VIVA als Screen- und Audio-Designer. Für seine Arbeiten bei VIVA wurde er in den Jahren 1998, 1999 und 2000 vom Art Directors Club ausgezeichnet. Von 1992 bis 1995 spielte er in der Kölner Post-Rock-Band Hallo Bürste.
Auf Tomlab erschien 1997 das Projekt-Album Visor mit Stücken von Follert, Jens Massel und Tom Steinle. Im Jahr 1998 erschien sein erstes Solo-Album Wunder des gleichnamigen Projekts auf dem Kölner Label Karaoke Kalk, das rein instrumentale Electronica-Stücke enthielt. Zwei Jahre später erschien das erste Album als Wechsel Garland auf Morr Music. Aus der Zusammenarbeit mit dem japanischen Musiker Sohichiro Suzuki alias World Standard entstand 2003 das Album The Isle.
2005 gründete Follert das Musikprojekt 17 Pictures, dessen selbstbetiteltes Album auf Madeleine erschien. Im gleichen Jahr produzierte Follert den Soundtrack für den Film Wahrheit oder Pflicht. Auch für den Film Mein Freund aus Faro komponierte Follert 2007 die Filmmusik.
Auf dem 2006 veröffentlichten Album Easy spielte Follert mit Bossa-Nova-Klängen und integrierte Gesang, den er mit den befreundeten Sängerinnen Yvonne Cornelius (Niobe) und Natalie Beridze (TBA) aufgenommen hatte.
Für Schorsch Kameruns 2009 im Schauspiel Köln uraufgeführtes Theaterstück M.S. ADENAUER – Die erste antiautoritäre Staatsoper komponierte Follert die Musik. Im gleichen Jahr komponierte er die Musik zu Sebastian Baumgartens Inszenierung von Michael Bulgakows Die Flucht am Staatstheater Stuttgart. Im Jahr 2010 komponierte er die Musik für Baumgartens am Staatsschauspiel Dresden aufgeführtes Theaterstück Der goldne Topf, sowie die Musik für die Penthesilea-Inszenierung von Felicitas Brucker am Maxim-Gorki-Theater in Berlin. Eine weitere Theatermusik für die freie Theaterproduktion Agrippina – Die Kaiserin aus Köln am Schauspielhaus Köln, unter der Regie und Mitwirkung von Suse Wächter, sowie den Musikern Christoph Clöser und Thomas Klein beendete das Jahr 2010.
2011 erschien nach fünfjähriger Pause mit Dreams Become Things ein neues Album als Wechsel Garland.

## Diskographie

### Alben
- 1998: Wunder – Wunder (Karaoke Kalk)
- 2000: Wechsel Garland – Wechsel Garland (Morr Music)
- 2002: Wechsel Garland – Liberation Von History (Karaoke Kalk)
- 2003: World Standard & Wechsel Garland – The Isle (P-Vine Records)
- 2005: 17 Pictures – 17 Pictures (Madeleine)
- 2006: Wechsel Garland – Easy (Karaoke Kalk)
- 2011: Wechsel Garland – Dreams Become Things (Strzelecki Books)
- 2021: Mimsy – Ormeology (Karaoke Kalk)
- 2023: Fogroom – The Brownian Vortex (Doomshire)
- 2024: Grey Malkin & Fogroom – Shoreline Ritual (digital release)

### Singles und EPs
- 1997: Motel – EP (Karaoke Kalk)
- 1997: Saucer – EP (Karaoke Kalk)
- 2006: Wechsel Garland – Not Easy EP (Kalk Pets)

### Remixe
- 1998: Haujobb feat. Vanessa Briggs – Less (Saucer Rmx)
- 1999: Mike Ink – Polka Trax 3 (Wechsel Garland Remix)
- 2000: Silent Poets – Save The Day (Wechsel Garland Mix)
- 2000: Hessen – Sylvester (New Years Day Remix)
- 2000: Tied & Tickled Trio – Ea1 Ea2 Nr. 10
- 2000: Donna Regina – Out Of And Back Into (Wechsel Garland Remix)
- 2000: Child’s View – Assi Que Dodo (Wunder Mix)
- 2001: Psi Performer – 1992 (Wechsel Garland Remix)
- 2001: Rei Harakami – Vapor/Put Off_I Do It (Wechsel Garland Remix)
- 2001: Ken Hirai – Green Christmas (Wechsel Garland Remix)
- 2001: Total Chaos – Offener Brief (Remix)
- 2003: Gustavo Cerati – Sulky (Wechsel Garland Mix)
- 2004: Calexico – Attack El Robot! Attack! (… And How We Lost Remix)

## Filmografie
- 2024: Tata Regie: Radu Ciorniciuc und Lina Vdovii[5]